# ガンストライク
ガンストライクは、ハンゲームが運営していたオンラインシューティングゲーム。2009年8月26日をもってサービス終了。

## 概要
キーボードはキャラクターの移動を、マウスは銃口の方向を決定。リアルでスピード感あふれる銃撃戦が体験できる、2Dシューティングアクションゲーム。
また、CTFではガンストライクのユーザーが主催者となって大会も過去に数回開かれている。
ローカルルールとして流行っていたものは以下のようなものがある。
- 一撃
体力をぎりぎりまで削って(あと一発攻撃を受けたら確実に死ぬ状態にする)スナイパーライフル系統の武器を用いてチーム戦またはサバイバルで戦うというもの。体力を削る際にはゲーム開始直後にプレイヤーが全員あつまって火炎瓶をなげる。ステージは主にフルハウスが使われた。一撃で倒せる、または死ぬという緊張感が醍醐味。
- 鬼ごっこ
サービス開始された当初はバグは使わずにチームの一方は逃げ、もう一方は追いかけるというルールでプレイされていたがバグの使用が一般的になってからは障害物の中に隠れるというのが一般的になった。

だいたい8人チームでは2人が追いかける側、6人が逃げる側となるのが多かった。ステージはランダムにされていることが多かった。
- 丘スナ
丘のあるグリーンヒルというステージで真ん中の丘を越えないようにマップの左右に分かれて戦うというもの。銃はスナイパーライフル系統の武器のみ使用可。
- ブースト禁止
このゲームにおける要である、空を飛べる仕様「ブースト」をあえて使用禁止するというルール。グレネードランチャーや手榴弾を自分の足元で爆発させ、爆風を利用することでかなりの大ジャンプが可能であり、高所への移動は専らそれを利用する。爆風利用のジャンプは自分の体力が削れていくため、無制限には使用出来ない。限られた環境での陣取りや銃撃戦の駆け引きが熱い。

## 使用武器
- ハンドガン
- スナイパーライフル
- マシンガン
- ライフル
- グレネード

## モード
デスマッチモード
倒した敵の数を競う
キャプチャー・ザ・フラッグモード
チーム戦を中心にしたモード
サバイバルモード
最後まで生き残ることを目的としたモード